# Elisa Savalle
Elisa Savalle – francuski zapaśniczka walcząca w stylu wolnym. Brązowa medalistka igrzysk frankofońskich w 2017. Trzecia na mistrzostwach Francji w 2016 i 2017 roku.